# Aaron Bell (jazz)
Pour les articles homonymes, voir Aaron Bell et Bell.
Aaron Bell né le 24 avril 1921[réf. nécessaire] à Muskogee (Oklahoma), mort le 28 juillet 2003 est un contrebassiste, pianiste et compositeur de jazz américain.

## Carrière
Après avoir étudié à la Xavier University, il débute dans l'orchestre d'Andy Kirk en 1947. Il joue ensuite tour à tour dans les orchestres de Lucky Millinder, Ed Wilcox, Lester Young, Teddy Wilson, Eddie Heywood Jr, Johnny Smith, Dorothy Donegan. En 1954 il fonde un trio avec Charlie Bateman et le batteur Charlie Smith. En 1960 il est engagé dans l'orchestre de Duke Ellington  pour remplacer Jimmy Woode. En 1962 Il quitte le Duke pour se consacrer à la composition. En 1978 il fait une tournée en Europe avec des anciens musiciens de Duke Ellington sous la houlette de Cat Anderson.

## Discographie
- Aaron Bell Trio After The Party's Over - 1958 - RCA - 74321180822
- Duke Ellington the nutcracker suite CBS,
- Peer Gynt suite CBS,
- Piano in the background CBS,
- Duke Ellington Meets Coleman Hawkins CBS

## Source
- André Clergeat, Philippe Carles Bouquins/Laffont 1990 p. 82